# Luc Ex

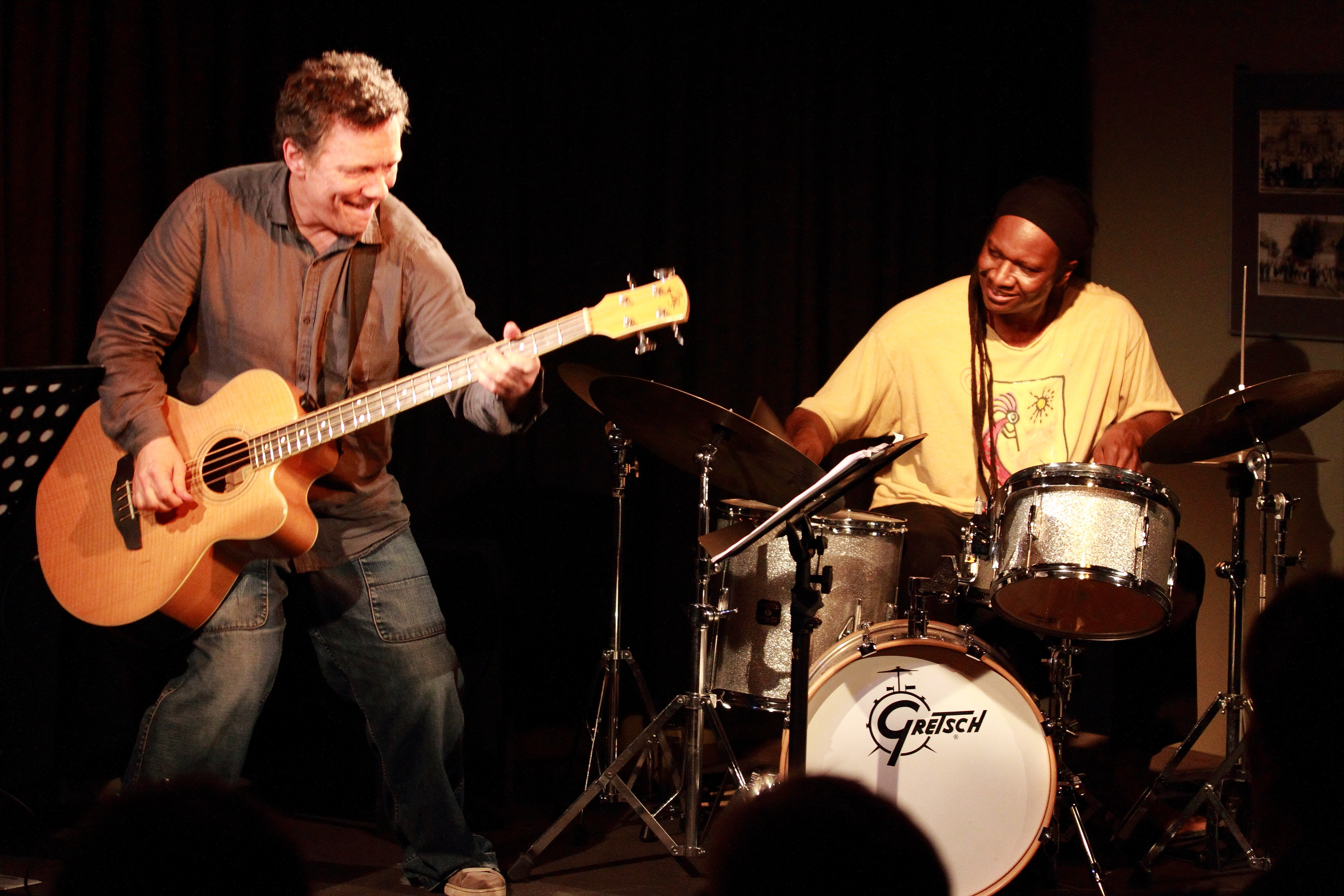
Luc Ex mit Hamid Drake im Club W71, 2015

Luc Ex (* 1958), eigentlich Luc Klaasen, ist ein niederländischer Bassist (Bassgitarre, Kontrabass).
Luc Ex war von 1983 bis 2002 Mitglied der niederländischen Anarcho-Punkband The Ex (Album Aural Guerrilla, 1988). 1996 startete er mit Tom Cora das Improvisationsensemble Roof mit Phil Minton und Michael Vatcher, aus dem sich nach dem Tod von Cora 4Walls mit Vatcher, Minton und Veryan Weston (und 2007 NoWalls) entwickelte. 2004 gründete er mit dem Sänger Mola Sylla, Xavier Charles, Andy Moore und Michael Vatcher Fables. Weiterhin spielte er im Regenorchester XII (u. a. mit Franz Hautzinger, Otomo Yoshihide, Tony Buck) sowie in der Formation Sol6 (mit Hannah Marshall, Ingrid Laubrock) und ab 2006 im Trio Speeq mit Hasse Poulsen und Mark Sanders. 2006 trat er mit Franz Hautzinger Regenorchester XII auf dem SWR2 NEWJazz Meeting auf.  Er wirkte außerdem bei Aufnahmen von Sonic Youth (In the Fishtank, 2002) mit und gehört mit Han Buhrs zu Rubatong. Mit Ab Baars, Hamid Drake und Ingrid Laubrock bildet er Luc Ex’ Assemblée.